# Меркадо, Дженнилин
Дженнили́н Верга́ра Мерка́до (англ. Jennylyn Vergara Mercado; 15 мая 1987, Лас-Пиньяс, Филиппины) — филиппинская актриса и певица.

## Биография
Дженнилин Вергара Меркадо родилась 15 мая 1987 года в Лас-Пиньясе (Филиппины) в семье работницы салона красоты. У Дженнилин был отчим, который издевался над ней и по рассказам девушки тушил об неё сигареты.
Дженнилин дебютировала в кино в 1999 году, сыграв роль Кэрол в телесериале «Щелчок». Всего Меркадо сыграла в 43-х фильмах и телесериалах.
В 2000-х годах Дженнилин состояла в фактическом браке с актёром Патриком Гарсиа (род.1981). У бывшей пары есть сын — Алекс Джазз "Эй Джей" Меркадо (род.16.08.2008).
28 октября 2010 года Дженнилин перенесла сердечный приступ.